# Conus tribblei
Conus tribblei é uma espécie de gastrópode do gênero Conus, pertencente a família Conidae.